# Fossarus lamellosus
Fossarus lamellosus is een slakkensoort uit de familie van de Planaxidae. De wetenschappelijke naam van de soort is voor het eerst geldig gepubliceerd in 1861 door Souverbie.